# تپه ایوان نیاق
تپه ایوان نیاق مربوط به دوران‌های تاریخی پس از اسلام است. در شهرستان قزوین، بخش مرکزی، روستای نیاق واقع شده و این اثر در تاریخ ۲۵ اسفند ۱۳۸۰ با شمارهٔ ثبت ۵۵۹۱ به‌عنوان یکی از آثار ملی ایران به ثبت رسیده‌است.